# Attis
Attis (także Attys, Atys, gr. Ἄττις lub Ἄττης bądź Ἄτυς) – starożytne bóstwo wegetacji, mityczny towarzysz i kochanek bogini Kybele przedstawiany w postaci młodego pasterza.

## W mitologii
W wierzeniach starożytnych był synem nimfy Nany, która urodziła go po spożyciu owoców migdałowca. Pauzaniasz w swym dziele przytacza opartą na podaniach frygijskich, znacznie poszerzoną wersję mitologiczną, według której faktycznym rodzicem Attisa miał być dwupłciowy demon (hermafrodyta) Agdistis; obawiający się go bogowie podstępem we śnie pozbawili męskich genitaliów – w miejscu, gdzie upadły, wyrósł migdałowiec, którego owoc spożyła przypadkiem Nana, córka boga rzeki Sangarios (łac. Sangarius). Urodziła dziecko, które porzuciła i którym zaopiekował się kozioł, a później zajęli się przybrani rodzice. Kiedy Attis dorósł, jego boska uroda zwróciła uwagę Agdistisa, który jako Kybele zakochał się w pięknowłosym młodzieńcu. Wówczas jego przybrani rodzice wysłali go do pobliskiego Pesynuntu, gdzie poślubić miał córkę króla (według niektórych podań był nim Midas). W momencie gdy zabrzmiała pieśń godowa, niespodzianie pojawiła się Kybele-Agdistis i zesłała na oblubieńca obłęd, wskutek czego Attis pozbawił się męskości pod drzewem sosny. Z krwi jego wyrosły kwiaty (inna wersja mówi o zamienieniu się w drzewo figowe), lecz bogini ubłagała Zeusa, by ciało Attysa nigdy nie ulegało rozkładowi, później zaś wskrzesiła go, ażeby odtąd jako jej małżonek (lub kochanek) stał się symbolem wiecznie odradzającej się przyrody.
Ten prawdopodobnie pierwotny mit został w okresie rozwiniętego już kultu w świecie grecko-rzymskim zastąpiony złagodzoną i uszlachetnioną wersją, zgodnie z którą Kybele zakochała się w pięknym pasterzu, wybierając go na swego kapłana i wymuszając na nim śluby czystości. Kiedy jednak jej wybrany zakochał się w nimfie rzecznej, dotknęła go szaleństwem i wówczas dokonał samookaleczenia (kastracji). Odzyskawszy świadomość zapragnął popełnić samobójstwo, ale litościwa bogini zamieniła go w sosnę (lub jodłę).
Po opanowaniu Frygii przez Lidów na rodzimą warstwę mitologiczną nałożył się dodatkowo kontekst lidyjski, znany z przekazu Arnobiusza z Sikki. Wedle niego Attys jako syn frygijskiego króla Kalaosa, sam będąc eunuchem wprowadził kult Kybele w Lidii i nauczył jej mieszkańców orgiastycznych obrzędów, co zjednało mu szczególne łaski bogini. Wzbudziło to zazdrość i gniew Zeusa, który zesłał dzika niszczącego zasiewy – w końcu uśmiercił on wielu Lidów wraz z Attysem, z którego krwi zrodziły się fiołki. Herodot zaś przytacza już zhistoryzowaną wersję tego mitu, która czyni z Attysa syna lidyjskiego Krezusa, zabitego przypadkowo przez Adrasta podczas polowania na dzika.

## Pochodzenie

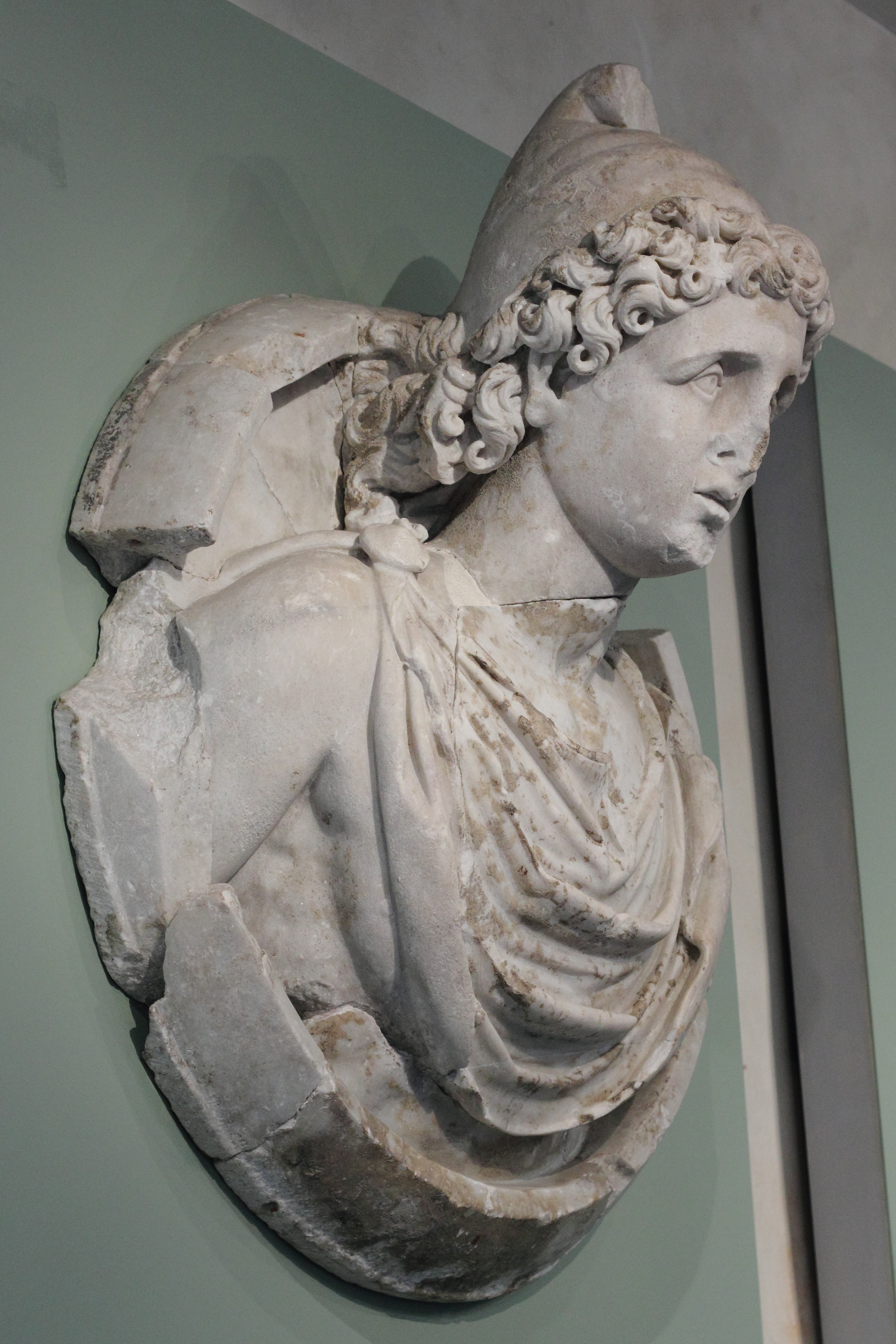
Medalion z Attisem z rzymskiej willi w Chiragan (Francja)

Nazwę bóstwa wywodzi się z frygijskiego attis (piękny młodzieniec, piękniś) bądź też od słowa attagus (kozioł). Podobnie jak Wielka Macierz Bogów Kybele, Attis przypuszczalnie był miejscowym bóstwem małoazjatyckim, przejętym przez najeźdźczych Frygów z nadaniem mu własnych cech mitologicznych. Za pierwotne miejsce jego kultu uznaje się górę Dindymon, skąd oddziaływał on na leżące pod jej osłoną duże frygijskie miasto handlowe Pesynunt (Pessinus, Pessinunte) – według świadectwa Strabona znane dobrze z kultu Kybele. Również samą górę, nazywaną też Agdistis i uważaną za swoiste uosobienie, w starożytności utożsamiano z istotą demoniczną kojarzoną właśnie z Wielką Macierzą.
W szerszym kontekście religioznawczym mit o Attisie i Kybele należy do najstarszych i najbardziej rozpowszechnionych na Bliskim Wschodzie, wykazując bezsprzeczne podobieństwa z tamtejszymi mitami o Tammuzie i Isztar, Dumuzi i Inanie, Adonisie i Afrodycie, a nawet o hetyckim Telepinu. Bogowie umierający i cudownie powracający do życia związani byli w tamtejszych kulturach z wegetacją, płodnością i żniwami. Wiara w coroczny powrót sił przemagających śmierć i moce ciemności dawała ufność co do urodzajności kolejnego roku, a świeże pędy roślin kojarzono z wieczną młodością bóstwa wynurzającego się ze świata podziemnego. Okazując mu cześć wyznawcy wyrażali też potrzebę upewnienia się, iż po letniej suszy niszczącej urodzaj, zapewnią sobie plony w kolejnej porze zbiorów. Ponadto mity te łudziły wyznawców obietnicą szczęśliwego życia pozagrobowego, wymownie ukazując możliwość odniesienia zwycięstwa nad śmiercią i dając nadzieję na trwanie rodzaju ludzkiego w przyszłych pokoleniach.

## Kult

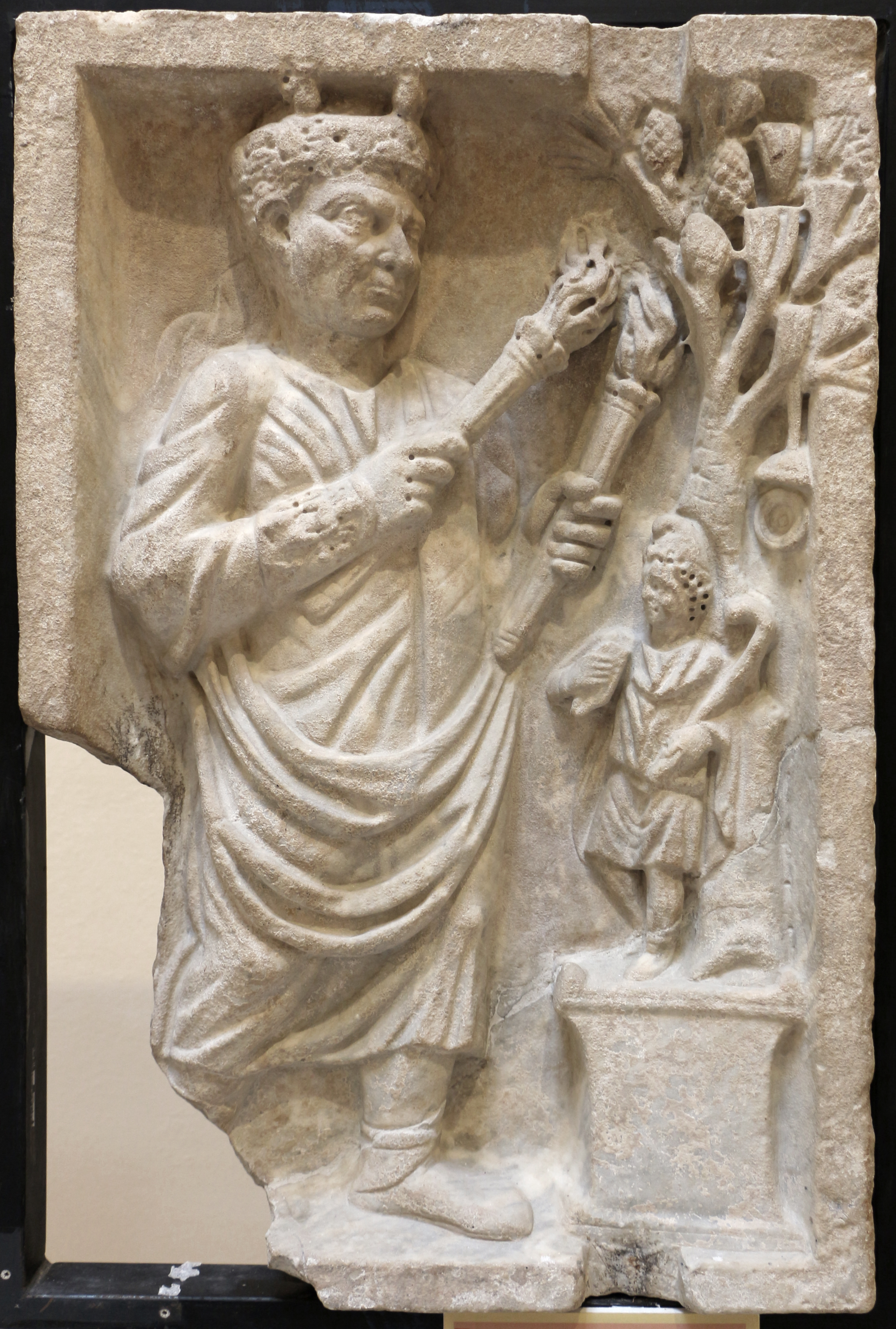
Kapłan bóstwa składający ofiarę (relief z Ostii)

Początki czci oddawanej Attisowi w rejonie góry Dindymon stwierdzono już ok. 1250 r. p.n.e. Poprzez Lidię (a przede wszystkim przez Pergamon w Myzji) kult przeniknął w VII wieku p.n.e. do greckich kolonii w Azji Mniejszej, a stamtąd dalej na zachód. W IV wieku p.n.e. był już utrwalony w świecie greckim, szczególnie zaś popularny w Macedonii. Pod koniec III w. p.n.e. dotarł do Rzymu, gdzie z porady ksiąg Sybillińskich wkrótce został oficjalnie przyjęty. W początkach cesarstwa korzystał z protekcji panujących, zwłaszcza Kaliguli i Klaudiusza. Różnorodne znaleziska z Herkulanum pozwalają przypuszczać, iż kult bóstwa cieszył się tam znaczną popularnością już podczas katastrofalnego wybuchu Wezuwiusza w 79 roku. W II stuleciu n.e. Attis był w cesarstwie ogólnie uznanym bóstwem solarnym, którego święto zawsze połączone było ze świętem bogini.
Znacznie silniejsze podstawy niż w kojarzeniu z Mitrą miało łączenie Attysa z innym frygijskim bóstwem – lunarnym Menem, również mającym wpływ na wegetację. Potwierdzałaby to nie tylko inskrypcja z Ostii, nazywająca go Attis Menotyrannus, lecz i neofrygijskie napisy nagrobne mówiące o obecności Attysa w świecie podziemnym w roli pana i sędziego – przypisywanej też Menowi. Na gruncie małoazjatyckim religioznawcy dopatrują się także powiązań Attysa z czczonym w Tarsie cylicyjskim Sandanem.

### Święta
Każdej wiosny obchodzono sześciodniowe uroczystości ku czci bóstwa, uosabiającego płody ziemi, które giną z nastaniem zimy i odradzają się wiosną. Wystawiano wówczas dramat śmierci i wskrzeszenia Attisa. W obchodach tych, oprócz tłumów wiernych, uczestniczyli kapłani bóstwa – gallowie, oraz towarzyszący im dendroforowie i korybanci. 
- Pierwszy dzień (cannophoria, dendrophoria), 22 marca, upamiętniający samokastrację i śmierć Attisa, miał charakter żałobny: wyrwane z korzeniami drzewo (sosnę lub jodłę) uosabiające boga przynoszono z gaju obok świątyni Kybele i spowite we wstęgi z kwiatami, obnoszono po ulicach;
- Drugiego dnia, 23 marca, kapłani wprawiali się w trans ekstatycznymi tańcami;
- Trzeciego dnia (dies sanguinis lub sanguinaria), 24 marca, kapłani biczowali się wzajemnie lub dokonywali samokastracji, spryskując własną krwią ołtarz i posąg bóstwa;
- Czwartego dnia (hilaria), 25 marca, radośnie świętowano zmartwychwstanie Attisa. Piąty dzień był jedynie dniem odpoczynku. Podczas obchodów dokonywano też rytualnych zaślubin Kybele z Attisem, którego rolę odtwarzał wyższy rangą kapłan bogini (archigallos);
- Szóstego dnia, 27 marca, odbywała się procesja do rzeki Almo, gdzie kąpano posąg Wielkiej Matki[8][9].

W sto lat po dekretach Klaudiusza dotyczących tych obchodów kult uświetniono dodatkowym obrzędem, zwanym taurobolium, symbolizującym oczyszczenie z grzechów poprzez skrapianie krwią zabitego byka (podobnie jak w kulcie Mitry).

## Ikonografia

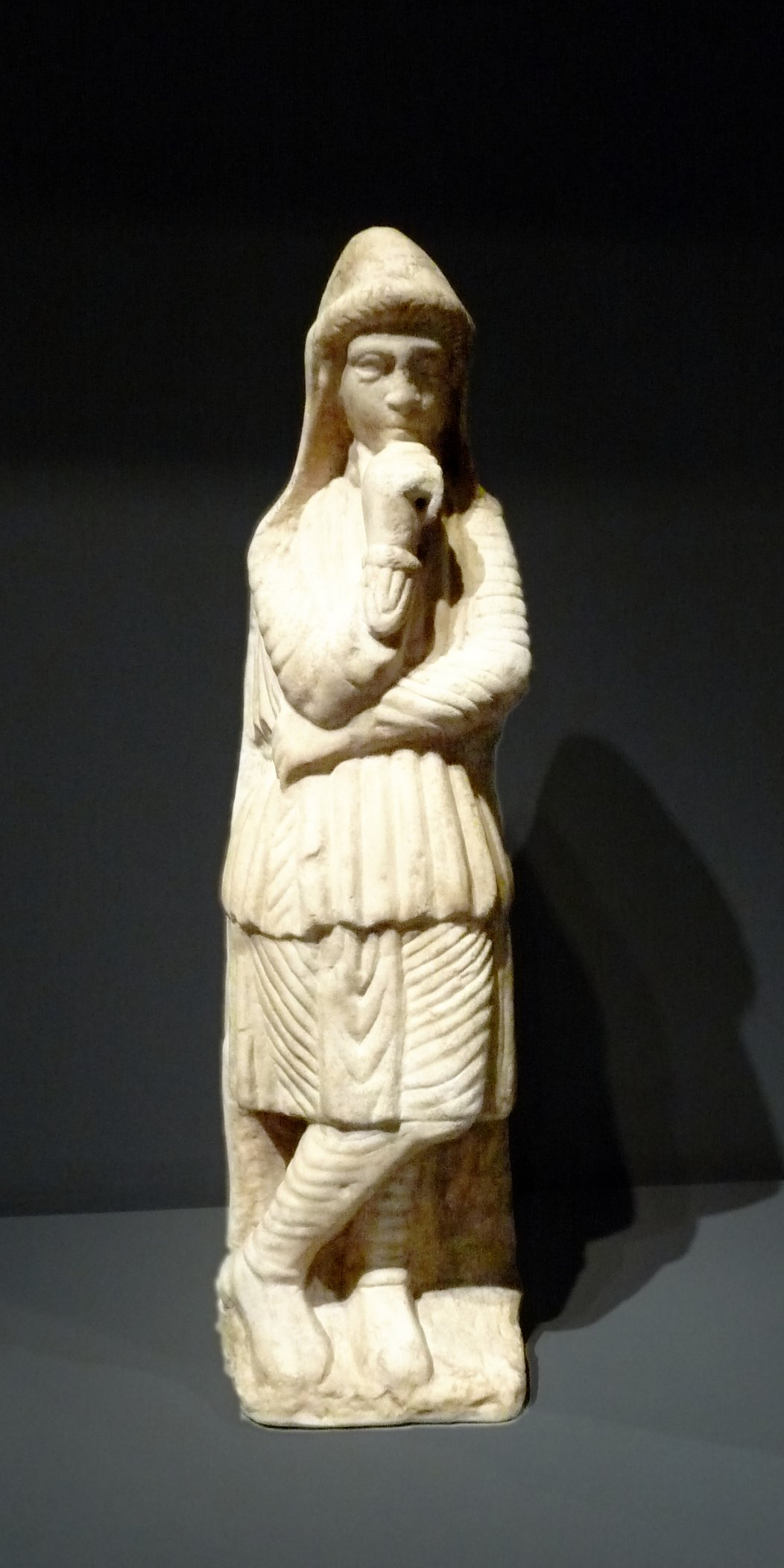
Prowincjonalne wyobrażenie Attisa z obszaru Hiszpanii

W sztuce przedstawiano go na ogół jako młodzieńca w charakterystycznej czapce frygijskiej i spodniach albo w perskich nogawicach zwanych anaxyrides, otwartych z przodu tak, by odsłaniały jego okaleczenie. Rzymianie często wyobrażali go jako pasterza, z laską w ręku, czasem niosącego na ramionach jagnię, niekiedy grającego na fujarce lub syrindze, nierzadko z bębenkiem (tympanon). Wystające spod czapki promienie słoneczne (względnie kłosy zboża) symbolizowały go jako bóstwo wiosennej wegetacji i odradzającego się życia. Spośród atrybutów zwierzęcych zazwyczaj towarzyszył mu kogut (gallus) albo lew typowy dla kultu Kybele jako zwierzę ciągnące jej rydwan.
W sztuce rzymskiej nierzadkie są wyobrażenia Attisa swobodnie stojącego (bądź opartego o kolumnę) z założonymi rękami i skrzyżowanymi nogami. Przedstawienie takie, pochodzące z połowy II w. n.e., znajduje się również w zbiorach warszawskiego Muzeum Narodowego (nr inw. MNW 199337). W rzymskiej sztuce prowincjonalnej (Germania, Galia) jego wyobrażenia przybierały niekiedy formy groteskowe.

## W twórczości epok
Temat tragedii i ofiary bóstwa obficie wykorzystywano literacko już w epoce antyku. Katullus wśród swych pieśni poświęcił mu osobny epyllion zatytułowany Attis (Pieśń LXIII). Do postaci tej sięgali również inni autorzy, np. Owidiusz w Kalendarzu (Fasti IV, 221-246) i w Przemianach (X, 103), czy później Nonnos z Panopolis w obszernym eposie Dionysiaca (Historia Dionizosa XXV, 311 nn.) oraz – w ujęciu filozoficznym – cesarz Julian Apostata. W weneckim Pałacu Dożów znajduje się sarkofag z Attisem i Kybele dekorowany znaną płaskorzeźbą. W sztuce XV-wiecznej uwiecznił go Donatello rzeźbą w brązie, wyobrażając uskrzydlonego, w dwojakiej postaci jako Amora-Attisa. W muzyce Jean-Baptiste Lully poświęcił mu pięcioaktową operę („tragedię liryczną”) Atys (1676) z librettem Philippe’a Quinaulta.  